# Kapoider

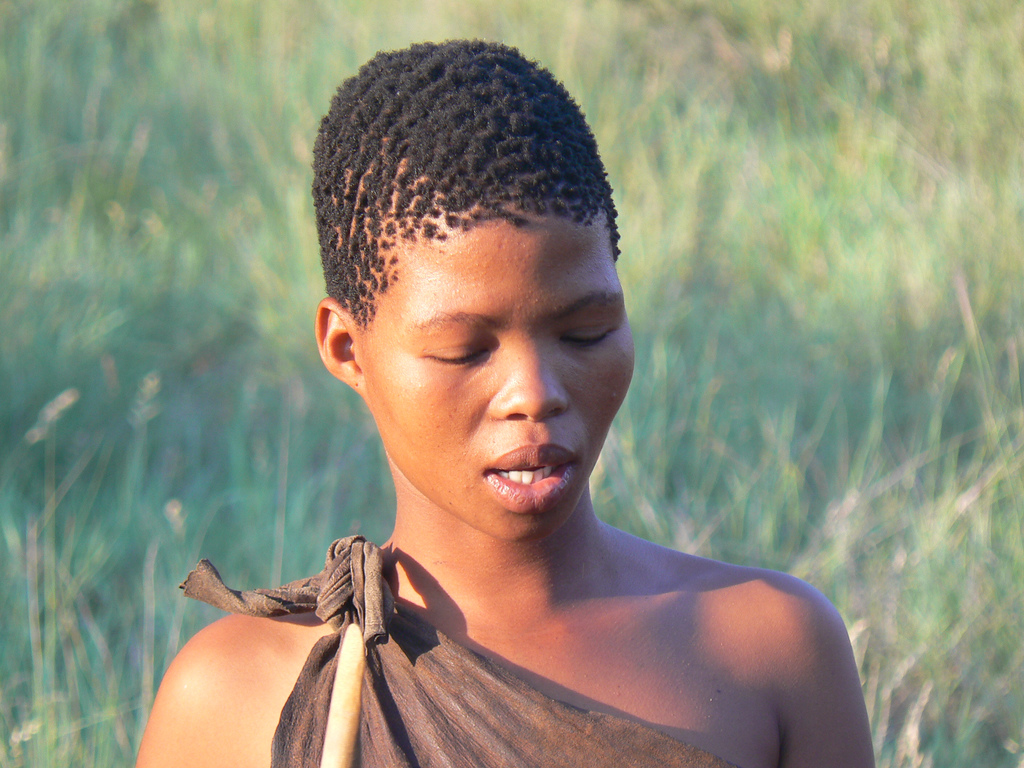
Kvinna av san-folket i Botswana.

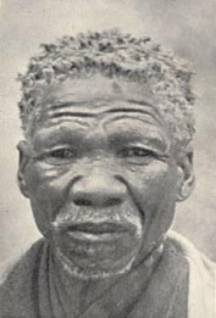
Man av khoikhoi-folket i Sydafrika.

Kapoider är en föråldrad och ofta ansedd som rasistisk benämning på den ursprungsbefolkning i södra Afrika som idag kallas för khoisanfolk, som inkluderar khoikhoi- och sanfolket. Den kapoida rasen var en benämning som först användes 1962 av antropologen Carleton S. Coon. Benämningen kapoider har idag fallit ur bruk då vetenskapen i allt väsentligt frångått teorier om att det skulle finnas olika människoraser.

## Karakteristika
Enligt rasbiologin karakteriserades kapoidernas fenotyp av "brungul" hudfärg, mongolveck, hår med små hårda lockar och en relativt kort kroppslängd, vilket gjorde att de skilde sig ifrån andra svarta afrikaner. Kvinnorna var även kända för en speciell stark fettanhopning i stusspartiet, så kallat steatopygi.
Kapoiderna ansågs vara den äldsta av människans huvudraser.